# آمار زیست‌محیطی
آمارهای زیست‌محیطی کاربرد روش‌های آماری در علوم محیطی است. رویه‌هایی را برای رسیدگی به پرسش‌های مربوط به محیط طبیعی در حالت دست‌نخورده، تعامل انسان با محیط زیست و محیط‌های شهری پوشش می‌دهد. حوزه آمار زیست‌محیطی در چند دهه گذشته به عنوان پاسخی به نگرانی فزاینده در مورد محیط زیست در بخش‌های عمومی، سازمانی و دولتی رشد سریعی داشته‌است.
چارچوب سازمان ملل متحد برای توسعه آمار محیط زیست (FDES) دامنه آماری محیط زیست را به شرح زیر تعریف می‌کند: دامنه آمار محیط زیست جنبه‌های بیوفیزیکی محیط و آن جنبه‌هایی از سیستم اجتماعی-اقتصادی که به‌طور مستقیم بر محیط تأثیر می‌گذارد و با آن در تعامل است مانند دامنه آمارهای محیطی، اجتماعی و اقتصادی را دربر می‌گیرد. ترسیم یک خط مشخص برای تقسیم این مناطق آسان یا ضروری نیست. آمارهای اجتماعی و اقتصادی که فرایندها یا فعالیت‌هایی را با تأثیر مستقیم یا تعامل مستقیم با محیط توصیف می‌کنند، به‌طور گسترده در آمارهای محیطی استفاده می‌شوند. آنها در محدوده FDES هستند.

## کاربردها
تجزیه و تحلیل آماری برای حوزه علوم زیست‌محیطی ضروری است و به پژوهشگران این امکان را می‌دهد تا از طریق تحقیق و توسعه راه حل‌های بالقوه برای موضوع مورد مطالعه، درک درستی از مسائل زیست محیطی به دست آورند. کاربردهای روش‌های آماری در علوم محیطی متعدد و متنوع است. آمارهای زیست‌محیطی در بسیاری از زمینه‌ها از جمله: سازمان‌های بهداشت و ایمنی، سازمان‌های استاندارد، موسسه‌های پژوهشی، مسئولان آب و رودخانه‌ها، سازمان‌های هواشناسی، شیلات، سازمان‌های حفاظتی، و نگرانی‌های مربوط به خطر، آلودگی، مقررات و کنترل.
آمارهای زیست‌محیطی به‌ویژه در صنایع دانشگاهی، دولتی، نظارتی، فن‌آوری و مشاوره کاربرد فراوانی دارد.
کاربردهای خاص تجزیه و تحلیل آماری در حوزه علوم محیط زیست شامل تجزیه و تحلیل خطر زلزله، سیاست‌گذاری زیست‌محیطی، برنامه‌ریزی نمونه‌برداری اکولوژیکی، پزشکی قانونی محیط زیست است.
در محدوده آمارهای زیست‌محیطی، دو دسته اصلی از کاربردهای آنها وجود دارد.
- آمار توصیفی برای استنباط در مورد داده‌ها استفاده نمی‌شود، بلکه صرفاً برای توصیف ویژگی‌های آن استفاده می‌شود.
- آمار استنباطی برای استنباط در مورد داده‌ها، آزمون فرضیه‌ها یا پیش‌بینی استفاده می‌شود.

انواع مطالعات تحت پوشش آمار زیست‌محیطی عبارتند از:
- مطالعات پایه برای مستندسازی وضعیت فعلی یک محیط برای ارائه پس‌زمینه در صورت تغییرات ناشناخته در آینده.
- مطالعات هدفمند برای توصیف تأثیر احتمالی تغییرات برنامه‌ریزی شده یا رخدادهای تصادفی؛
- نظارت منظم برای شناسایی تغییرات در محیط.